# (4773) Hayakawa
(4773) Hayakawa es un asteroide perteneciente al cinturón de asteroides, descubierto el 17 de noviembre de 1989 por Kin Endate y el también astrónomo Kazuro Watanabe desde el Observatorio de Kitami, Hokkaidō, Japón.

## Designación y nombre
Designado provisionalmente como 1989 WF. Fue nombrado Hayakawa en honor al geólogo japonés Kazuo Hayakawa, experto en mineralogía y petrología y profesor de ingeniería en la Universidad Hokkaigakuen en Sapporo, Japón.

## Características orbitales
Hayakawa está situado a una distancia media del Sol de 2,610 ua, pudiendo alejarse hasta 2,916 ua y acercarse hasta 2,304 ua. Su excentricidad es 0,117 y la inclinación orbital 5,016 grados. Emplea 1540 días en completar una órbita alrededor del Sol.

## Características físicas
La magnitud absoluta de Hayakawa es 13. Tiene 6,235 km de diámetro y su albedo se estima en 0,378.